# Christodora House
El Christodora House  es un edificio histórico ubicado en Nueva York, Nueva York. El Christodora House se encuentra inscrito  en el Registro Nacional de Lugares Históricos desde el 20 de marzo de 1986.  

## Ubicación
El Christodora House se encuentra dentro del condado de Nueva York en las coordenadas 40°43′35″N 73°58′50″O / 40.726389, -73.980556.